# Heystmolen

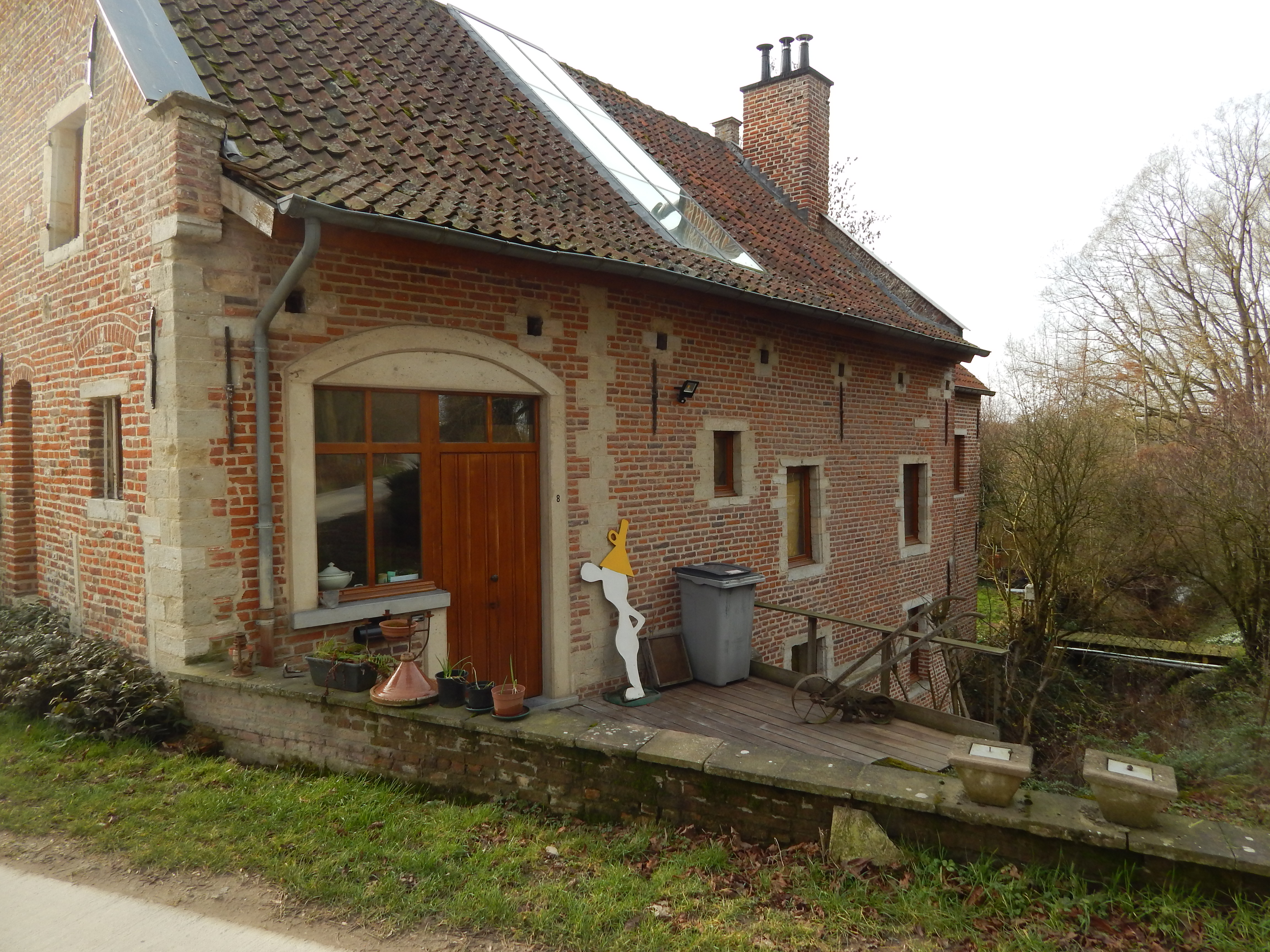
Heystmolen

De Heystmolen is een watermolen in de tot de Vlaams-Brabantse gemeente Bierbeek behorende plaats Lovenjoel, gelegen aan de Bijzondereweg 8.
Deze bovenslagmolen op de Molenbeek fungeerde als korenmolen.

## Geschiedenis
In 1354 werd voor het eerst melding gemaakt van een watermolen op deze plaats, die toen eigendom was van het Klooster van Gempe. De molen werd enkele malen verkocht. Vanaf 1747 was de molen in bezit van de familie De Spoelberch. In 1749 werd het huidige molenhuis gebouwd. De molen bleef in werking tot 1896. In 1905 werd de molen verbouwd en kreeg een agrarische bestemming. Nadat Karel de Spoelberch in 1907 kinderloos overleed werd de molen geschonken aan de Katholieke Universiteit Leuven.
In 1923-1924 werd de molen aangekocht door de Zusters van Liefde die ook het aanpalende Groot Park (Salve Mater) en het Klein Park (Ave Regina) in erfpacht kregen. Hier werden psychiatrische ziekenhuizen gesticht voor vrouwelijke patiënten.
De molen werd in 1973 opnieuw aan de Universiteit verkocht. Deze verkocht hem in 1989 aan een particulier die hem restaureerde en verbouwde tot woning.

## Gebouw
De inrichting en de twee bovenslagraderen zijn verwijderd. Slechts de gaten in de watermuur waar de assen doorheen staken zijn nog aanwezig.